# 申纪兰
申纪兰（1929年12月29日—2020年6月28日），女，汉族，山西平顺人。中华人民共和国政治人物，全国劳动模范、共和国勋章获得者。
申纪兰自1954年当选第一届全国人民代表大会代表后，连续十三届当选全国人大代表，曾被誉为中国人民代表大会制度制度的“活化石”。她也是男女同工同酬制度的提倡者。新华社称在她的推动下“男女同工同酬”被写入1954年《中华人民共和国宪法》第九十六条。

## 生平

### 早年生活
1929年12月，申纪兰出生于山西省平顺县龙溪镇杨威村:21宋家，排行老三，上有两个姐姐。出生不久，父亲宋进水得病去世。1934年，母亲带她及二姐改嫁到申恒泰家，她因此改姓申:22。1943年，14岁的申纪兰积极报名参加石城一带的灭蝗运动。1944年，报名参加村妇救会的纺花组。1945年，平顺县成立纺织指导所，她被村里派去学习织布，学成后回村组织织布小组并担任组长:22。
1946年，虚岁18岁的申纪兰嫁到同县的西沟乡西沟村，丈夫是张海良。张海良在1945年参加上党战役后正式加入中国人民解放军，两人结婚时申纪兰的要求是张海良在婚后仍继续归队:20。
申纪兰到西沟村后的发展成长与李顺达的影响有关。早在1943年2月6日，李顺达在西沟村就响应中共中央、毛泽东“组织起来”的号召，联络了其他六户农民，在中国较早建起了一个农业劳动互助组。他们采取劳武结合（即农业劳动同对敌武装斗争相结合）的方法，既克服困难发展生产，度过灾荒，又不耽误参军、参战、支前。李顺达及其互助组连续多年受到中国共产党领导下的地方政府的表彰。1946年，西沟民兵在春耕期间组织支援豫北汤阴战役，李顺达率领当地民兵推广“金皇后”优种，获得大丰收:24。在李顺达母亲郭玉芝（时任西沟妇救会主任）劝说下，申纪兰抵达沙底栈参加劳动:25。

### 建国初期

#### 从互助组到合作社
1949年10月，中华人民共和国成立。当时全国组织农民参观团抵达天津参观工农业展览会，李顺达是山西代表团成员之一。代表团在天津参观后，坚持去北京看望毛泽东:24-25。在北京期间，时任中共北京市委第一书记的彭真招待了山西代表团，李顺达向彭真提出看望毛泽东:29。经彭真写信请求，毛泽东同意并接见了山西代表团:32。毛泽东的接见，巨大地鼓舞了西沟人:35。1950年，申纪兰联系了十多位要好的姐妹加入互助组。1951年3月9日，《人民日报》第一版刊登了新华社播发的《保证今年农作物丰收！李顺达互助组向全国挑战——中央农业部号召奋起应战 形成爱国竞赛热潮》的报道。由此在全中国掀起了“爱国主义生产竞赛”。
1951年3月27日，长治专区召开全区互助代表会议，中共长治地委书记王谦提出试办农业生产合作社，以解决农村土地改革后出现的贫富两极化趋向及互助组涣散解体现象:56。当时中共中央华北局政策研究室调查组的报告仍不支持发展合作社，认为当地缺乏拖拉机等必要设施:57。最后在郭玉恩、李顺达、武侯梨的坚持下，长治地区开始试行十个农业生产合作社:58。然而中共山西省委与中共中央华北局的矛盾仍然未能解决，同年4月王谦奉命到北京交道口聚华胡同的华北局小白楼招待所开会。刘少奇支持的华北局主张“先机械化后集体化”，观点与主张“防止农村两极分化”的中共山西省委发生了激烈争论:66。6月3日，刘少奇在与薄一波、刘澜涛、陶鲁笳谈话中再次否定生产合作社，山西省委被迫坚守试点:67。此事很快被毛泽东得知，毛泽东明确赞同山西省委《把老区互助组织提高一步》的报告，派陈伯达在小白楼召开会议讨论，并请作家赵树理列席。9月20日中共中央召开第一次互助合作会议，并形成了《中共中央关于农业生产互助合作决议（草案）》:68，其中长治的十个生产合作社决定了此次运动走向。同年12月验收粮食产量后，十个合作社均实现丰收:70。丰收之后，长治专区有45个互助组申请办社。12月10日，李顺达组织26户农民在西沟办起初级农业生产合作社，并定名为“西沟农林牧生产合作社”。李顺达当选社长，申纪兰、马玉兴、方聚生担任副社长:72-73。

#### 争取男女同工同酬
当时在长治地区乃至整个中国都对女性存在偏见，民众认为女性劳动能力相比较低，于是在计工时中，女人只有男人一半甚至更低，这造成女人更倾向于纺织家务而非劳动谋生:85-93。为了挖掘劳动潜力，李顺达支持申纪兰率领妇女同男人展开劳动竞赛，争取妇女同工同酬。办社当年，恰逢春旱，申纪兰组织了一个妇女小组，积极耢耙保墒，担水点种，担水浇苗，同男人一样干活。由此，妇女们通过自身的努力争取到了同工同酬。妇女参加生产劳动、男女同工同酬在中国的社会风气也由农业生产合作社开始形成:92。

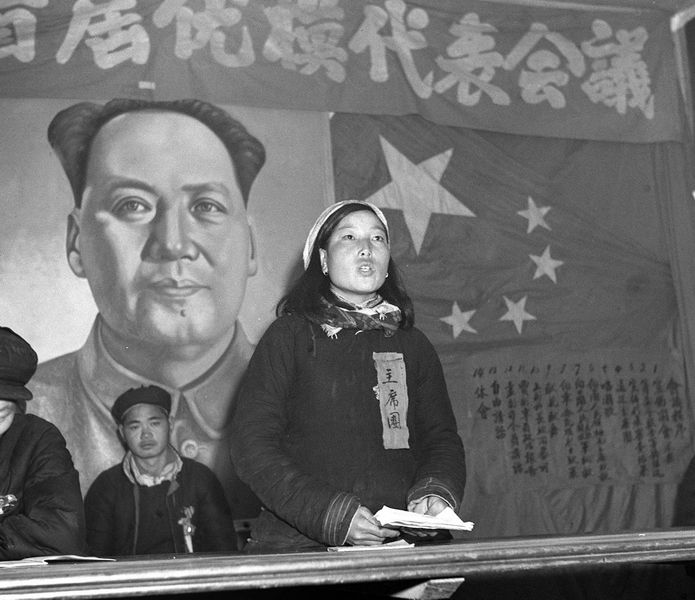
1953年2月，申纪兰在长治专区优抚模范代表会议上作报告

1951年，当地获得大面积丰产，秋后的粮食产量比互助组时期每亩增产30多斤，由此获得中央人民政府农业部颁发的金星奖章。自此，李顺达把社名改为“西沟金星农林牧生产合作社”。1952年12月，长治地委召开农村互助合作会议，时任地委书记的赵军提议增加女性代表，中共平顺县委书记李琳举荐申纪兰参加:96。申纪兰在会上介绍发动妇女参加劳动、争取同工同酬的经验，并称“妇女只有参加劳动，才会在家庭和社会中有地位”:100。当时恰逢《人民日报》记者蓝邨在场。蓝邨随后采访了申纪兰，并于1953年1月25日引用申纪兰在会上对西沟村经验总结的原话“劳动就是解放，斗争才有地位”，在《人民日报》发表5000字的长篇通讯《“劳动就是解放，斗争才有地位”——李顺达农林畜牧生产合作社妇女争取同工同酬的经过》，自此申纪兰因其争取同工同酬的经历而在全中国引起轰动:105。

#### 首次参加全国性及国际妇女大会

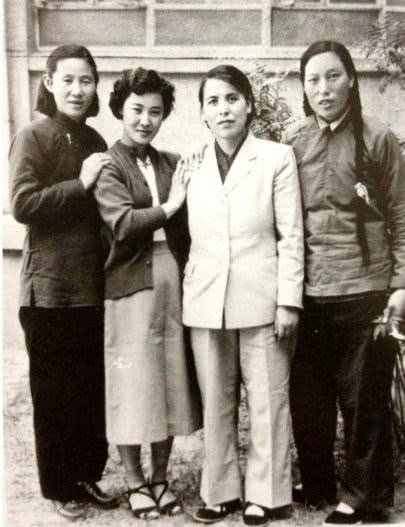
1954年出席第一届全国人民代表大会的四位山西女代表，右一为申纪兰

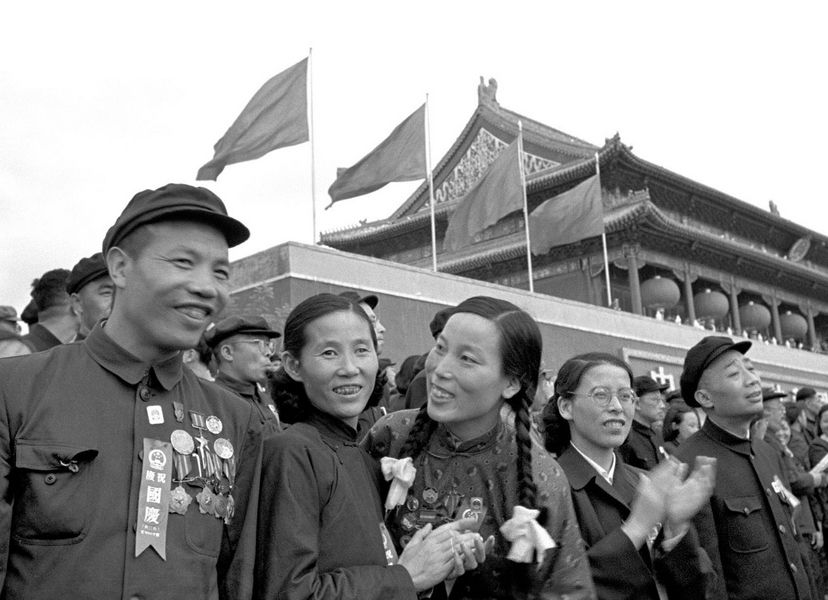
1954年10月1日国庆节，在天安门观礼台的全国人大代表，前排左三为申纪兰

1952年，申纪兰出席山西省农业丰产劳动模范代表大会。1953年1月，她加入中国共产党。同年4月，当选第二届中国妇女全国代表大会代表，并出席北京的会议:112。会后又当选为第三次国际民主妇女联合会大会代表，是当时中国唯一的农村劳动妇女代表:113。1953年5月19日，申纪兰跟随以李德全为团长的中国代表团从北京启程，6月4日抵达妇女大会的举办地丹麦哥本哈根，这是中华人民共和国成立后第一个正式在国际场合亮相的的妇女代表团，当时并不习惯外交场合的申纪兰在会议期间受到了田华和雷洁琼等代表团成员在礼仪上的帮助:114。代表团在会后经苏联莫斯科短暂停留后返回中国北京:116。

#### 倡导“男女同工同酬” 进入首届全国人民代表大会
西沟金星农林牧生产合作社贯彻自力更生、艰苦奋斗、勤俭办社原则，使该社自成立后发展较为兴旺。1953年春，李顺达计划在南沟进行植树造林，申纪兰率领西沟人种植松柏，在数年间播种下6200亩树:126。同年，西沟村开始栽种来自东北辽宁朝阳的苹果树苗:131。1954年2月13日，山西省人民政府在太原市人民大礼堂举行“爱国丰产金星奖章”颁奖典礼:143，获奖人为任国栋、李顺达、郭玉恩、吴春安:144，毛泽东特意为“金星英雄”题词:145。同年，李顺达与申纪兰当选第一届全国人大代表，出席9月15日北京会议，投票选举毛泽东为中华人民共和国主席:152。会议结束后，她与其他几位代表继续留京，参加了中华人民共和国成立五周年国庆日:155。

#### 农业合作化扩大至人民公社期间
1955年，关于是否扩大农业合作社规模，毛泽东与邓子恢发生了冲突。之后，毛泽东主持编辑《中国农村的社会主义高潮》一书（1956年出版）时，收入了中共平顺县委书记李琳、新华社驻山西分社记者马明撰写的介绍该社事迹的《勤俭办社，建设山区》一文，意在推动农村合作化运动:159。毛泽东为此撰写按语称:168-169：
这里说的是李顺达领导的金星农林牧生产合作社。这个合作社办了三年，变成了一个包括二百八十三户的大社。这个社所在的地方是那样一个太行山上的穷地方，由于大家的努力，三年工夫，已经开始改变了面貌。劳动力的利用率，比抗日以前的个体劳动时期提高了百分之一百一十点六，比建社以前的互助组时期也提高了百分之七十四。合作社的公共积累已经由第一年的一百二十元，增加到了一万一千多元。一九五五年，社员每人平均收入粮食八百八十四斤，比抗日以前增加了百分之七十七，比建社以前增加了百分之二十五点一。这个社已经做了一个五年计划，实行三年的结果，生产总值已经达到五年计划的百分之一百零点六。这个合作社的经验告诉我们，如果自然条件较差的地方能够大量增产，为什么自然条件较好的地方不能够更加大量地增产呢？ 
西沟村也名扬全中国，最初的26户初级社，也在1952年底扩大到47户，1953年的203户、1954年246户至1955年底的283户，附近的南赛、池底均归于西沟，合作社的扩大带动了粮食产能和水坝造地的推进:174。1955年随着中央推动，西沟在同年12月24日建立高级社，并在治理山水扩大土地方面收效显著:178。1958年，西沟乡成立“西沟金星人民公社”:181，申纪兰担任管委会副社长:181。10月7日，金星人民公社又将杨威、龙镇等地公社合并，人口达到14862人，总面积28.25万亩，申纪兰担任副主任:182。大跃进期间，她率领妇女在建造干石滩水坝:186，但仍无法避免浮夸风的冲击，加上大炼钢铁运动导致农业劳动力减少，粮食出现减产:192。随着三年困难时期到来，呼吁包产到户的声音越来越大，昔阳大寨在大灾之后的集体主义自救，引起了毛主席的嘉奖。而与此同毛泽东与刘少奇就四清问题展开了激烈对峙。申纪兰和李顺达决定跟随“农业学大寨”思潮，她负责办理猪场以解决肥料问题:218。1965年，西沟完成了砖窑厂的建设和通电:228。

### “文革”期间
文化大革命期间，由于申纪兰出身不好，一度被人攻击。由于李顺达的力挺，文革初期的冲击并未波及至她。1968年，红卫兵开始冲击李顺达，他一度被关押于长治城。申纪兰除了进入北京开会，其他时间均主要在西沟村里从事建设，并未受到严重冲击。1971年，大寨贾承让等人抵达西沟，分享搞山地小平原的经验。不过西沟仍将重中之重放在治理沟河问题上，并在1973年治理好当地的沟渠问题:266。1971年，申纪兰当选中共平顺县委副书记:270。1973年，中共山西省委组织部请她去太原，参与组建山西省妇联，并由她出任主任一职:273。在出任妇联主任初期，她曾赴太原就职，但发现实在无事可做。新华社记者冯东书为她出主意称，主任继续当，但只在开会时来太原，平时则继续在西沟村劳动。申纪兰同他人商量后，采用了该办法，仅到妇联“坐会”，开完会后便回西沟村:274-275。之后她与山西省委约定“不领工资、不转户口、不定级别、不坐专车”:276。1978年，由于李顺达卷入派性斗争被免掉职位返回西沟村，虽然申纪兰仍力挺李顺达，他仍未获得第五届全国人大代表职位:280。1978年2月，申纪兰当选第五届全国人大代表。1979年，再次入选全国劳动模范:280。

### 改革开放
1981年，西沟公社石闸大队开始进行土地下放。随后政策开始不断解绑，1982年1月，中共中央下发一号文件，进行土地包产到户:300。由于西沟的发展是沿着坚持集体主义思想进行，一时间包括申纪兰在内的很多干部无法接受，最终1983年落实了家庭联产承包责任制:302。1983年，随着李顺达逝世，申纪兰辞去山西省妇联主任职位，返回西沟村:282。之后申纪兰同时兼任长治市人大常委会副主任，由于她很有威望，人称“申主任”:311。1984年，她重组成立西沟当地的经济合作社，并担任社长。为西沟向外发展，奠定企业基础:312。
1985年3月，她赴北京参加全国六届人大第三次会议经过太原时，说服中共山西省委副书记王庭栋，申请到西沟铁合金厂1800KCA一号炉，并于同年9月正式开工建设:318。1987年11月8日，一号炉点火成功，西沟开始生产硅铁:320。1989年，时年60岁的申纪兰被命名为“山西省特级劳动模范”。1993年4月，中共山西省委书记胡富国抵达西沟拜访申纪兰，得知西沟吃水困难严重，由山西省拨给资金300万元建立自来水系统:324-325。同年6月22日，山西省委组织部、宣传部联合举行《关于开展向优秀共产党员申纪兰通知学习活动的决定》:325。1994年8月28日，中共中央政治局常委、国务院副总理朱镕基拜访西沟，并亲自在东峪沟山上栽种柏树，并感慨西沟人数十年的植树造林工作:328。1995年4月13日，中央政治局常委、书记处书记胡锦涛访问西沟，拜见申纪兰。
作为人大代表，申纪兰关心扶贫攻坚、污染防治、农村教育医疗卫生、农村基础设施建设等方面工作。媒体曾公开报道，申纪兰在2008年5月将“一生的积蓄”1万元捐赠汶川大地震灾区。申纪兰是一家注册资金五千万元的贸易公司『山西申纪兰贸易有限公司』的董事长，还有一家房地产公司『申纪兰房地产开发公司』。申纪兰的回应是：曾办过公司，钱是由村集体出的，后来转让了，她未从中赚取钱。后经媒体调查，实际上申纪兰将个人的商业价值无偿地让渡给村委会，而一些公司则是打着“纪兰”字号抢注企业。
2018年12月18日，在庆祝改革开放40周年大会上，申纪兰获得改革先锋称号，被誉为“初心不改的农村的先进模范代表”。2019年9月17日，中华人民共和国主席习近平根据全国人民代表大会常务委员会的决定，发布《中华人民共和国主席令》（第三十四号），授予于敏、申纪兰等十人共和国勋章。

## 逝世
2020年5月，已步入癌症晚期的申紀蘭在參加第十三届全国人民代表大会第三次会议期间病发，入住空军总医院，后因病重被接回长治医院。香港有線電視曾申请采访申纪兰，但被当局告知申纪兰因身体原因不便受访。2020年6月26日，平顺县县委书记吴小华與前縣委書記陈鹏飞到医院探望申纪兰。同日，国家禁毒委员会播發之前由申纪兰录制的宣傳禁毒的视频。2020年6月28日凌晨1时31分申纪兰逝世，享年91岁。山西省长治市平顺县纪兰文化研究室主任张娟称：申纪兰在弥留之际特意交代自己的一切丧事从简，并要求把“共和国勋章”的经费拿出来，交了党费。2020年6月30日，她的遗体告别仪式在长治殡仪馆举行，陆续有上万人前来吊唁送別。

## 言论
2009年，申紀蘭在參加十一屆全國人大二次會議接受《河南商報》採訪時表示，「我非常拥护共产党。当代表就是要听党的话，我从来没有投过反对票」，引发了舆论的关注。媒体指出，申纪兰在“文化大革命”期间赞成批斗中国国家主席刘少奇，却在“文革”结束后赞成为刘少奇平反。申纪兰则在2011年回应称，作为人民代表大会制度的见证人，内心拥护的事，她就赞成，不拥护的，她就不投票。

而在参加十一屆全国人大期間，申纪兰还说道：
|  | 我有个想法，网也应该有人管，不是谁想弄就能弄，就跟人民日报一样，外国那些人那是瞎弄的，咱不能这样，咱要按照原则去弄，不要好的弄成坏的了，想说什么就说什么，咱是共产党领导下的社会主义国家。……这个网，你谁想上就能上？还是要组织批准呢？ |

《南方都市报》称，申纪兰不上网，也不明白互联网是怎么回事，但对互联网有些意见。她认为有些人在网上看了不正当的东西，就毒害青年了。
申纪兰还表示，人大代表在选举过程中与选民交流不合适，“我们这是靠民主选举的，你（在选举期间）交流就不合适，不选你，你就不要去‘膈’（麻烦）人。”在山西，“交流”有利用物质或者情感动员他人投票的含义。
2009年9月，国务院发布《关于开展新型农村社会养老保险试点的指导意见》。2011年，中国扩大新型农村社会养老保险试点范围，过去在养老保险范围以外的60周岁及以上农民第一次享受到了养老保险。2013年，申纪兰就此表示：“能得到养老保险金，只有社会主义国家才能做到这一点，我感到非常高兴。”

## 评价
2013年3月，在第十二届全国人民代表大会第一次会议山西代表团首次全体会议上，中共山西省委书记袁纯清表示：“作为正厅级干部，她保持了人民本色，谁能做得到？这是我们的骄傲和自豪。这就是我们理直气壮的理由。”但申纪兰当选该届全国人大代表后，据中国共青团山西省委有关的澄清称，其微博的维护人员操作失误，曾不慎转出了一条新浪某个人实名微博关于申纪兰代表的贴子，内容为：“反右你代表，文革你代表，任何时候你都代表，可你一次也没有代表过人民……试问你是怎样被选举的？你究竟代表谁？”这条微博贴子很快就被删除；此澄清共青团山西省委发布了六次，强调该批评言论不代表团省委意见。
1993年3月，第八届全国人大一次会议召开，江泽民当选国家主席，他在访问山西团时称赞申纪兰是“凤毛麟角”、“能坚持到现在不容易。”2009年，习近平到西沟看望申纪兰时，称赞道“太行精神光耀千秋，纪兰精神代代相传”。
申纪兰去世后，其挚友郭凤莲追忆她“是一个纯粹的女性精英”。主流媒体及民众均称赞她在中国女性地位提升上的贡献，1950年平顺县当地的“好男走到县，好女走到院”等重男轻女的观点，也因她的努力而彻底改变。《羊城晚报》称赞：除了看到助力妇女解放的一面，还要看到她带领乡亲脱贫奔小康的一面。
在接受美国之声采访中，前人大代表姚立法表示：“申纪兰是一个文化水平不高的人，就是一个劳动模范。老百姓一致认为，她自己也这样表示，她就是一个举手的代表，赞成、赞成、赞成。网络上对她的死没有同情，而是开心，称她是一个不称职的代表，不合格的代表，一个只会举手赞成的代表。”胡佳认为：“申纪兰只会投赞成票，是一个投票机器。由于人大历史上的很多决议是错误的，申纪兰应该对她支持的错误决议承担‘历史责任’，不过，造就和将她神化的不是她自己。”

## 争议

### 同工同酬入宪争议
有不少对申纪兰的评价，特别是中共官方宣传称她提案并推动了“男女同工同酬”写入1954年的宪法。:154但事实上，直到1978年，“男女同工同酬”才正式写入宪法。

## 家庭
生父宋进水，在她出生后不久去世。母亲武全香，1934年母亲带着5岁的她改嫁申恒泰，她改名随继父姓申。继父申恒泰，是一名乡村郎中。
- 丈夫张海良，1944年参加八路军，参加过解放战争和抗美援朝，回国后，被选派到南京炮兵学院学习，升到营级干部。曾先后任长治市人民武装部部长、长治市城建局局长，1996年因癌症病逝[57][58][59]。张海良回乡后，夫妇二人生前一直居住在西沟村。
- 申纪兰在强力劳动中失去了生育能力，领养了3个孩子[57][60][58]。
  - 儿子张江平，中学毕业后应征入伍，部队复员后被安排到长治县乡镇工作，曾任《长治日报》纪检组长，后任长治市粮食局局长，已退休[61][57][59]。
    - 孙子张璞，大学毕业后在长治市平顺县宣传部工作[57]。

  - 长女张李珍，1952年出生，中学毕业后应征入伍，在部队考取了解放军第四军医大学，毕业后在野战部队医院当医生，后任邯郸市中国人民解放军285医院妇产科主任医师，技术衔为副军级，已退休[61][57][62][59]。
  - 次女张江娥，长治市市政工程处普通职员[61]。